# Eudendrium capillaroides
Eudendrium capillaroides is een hydroïdpoliep uit de familie Eudendriidae. De poliep komt uit het geslacht Eudendrium. Eudendrium capillaroides werd in 2008 voor het eerst wetenschappelijk beschreven door Schuchert. 